# Jean-Féry Rebel

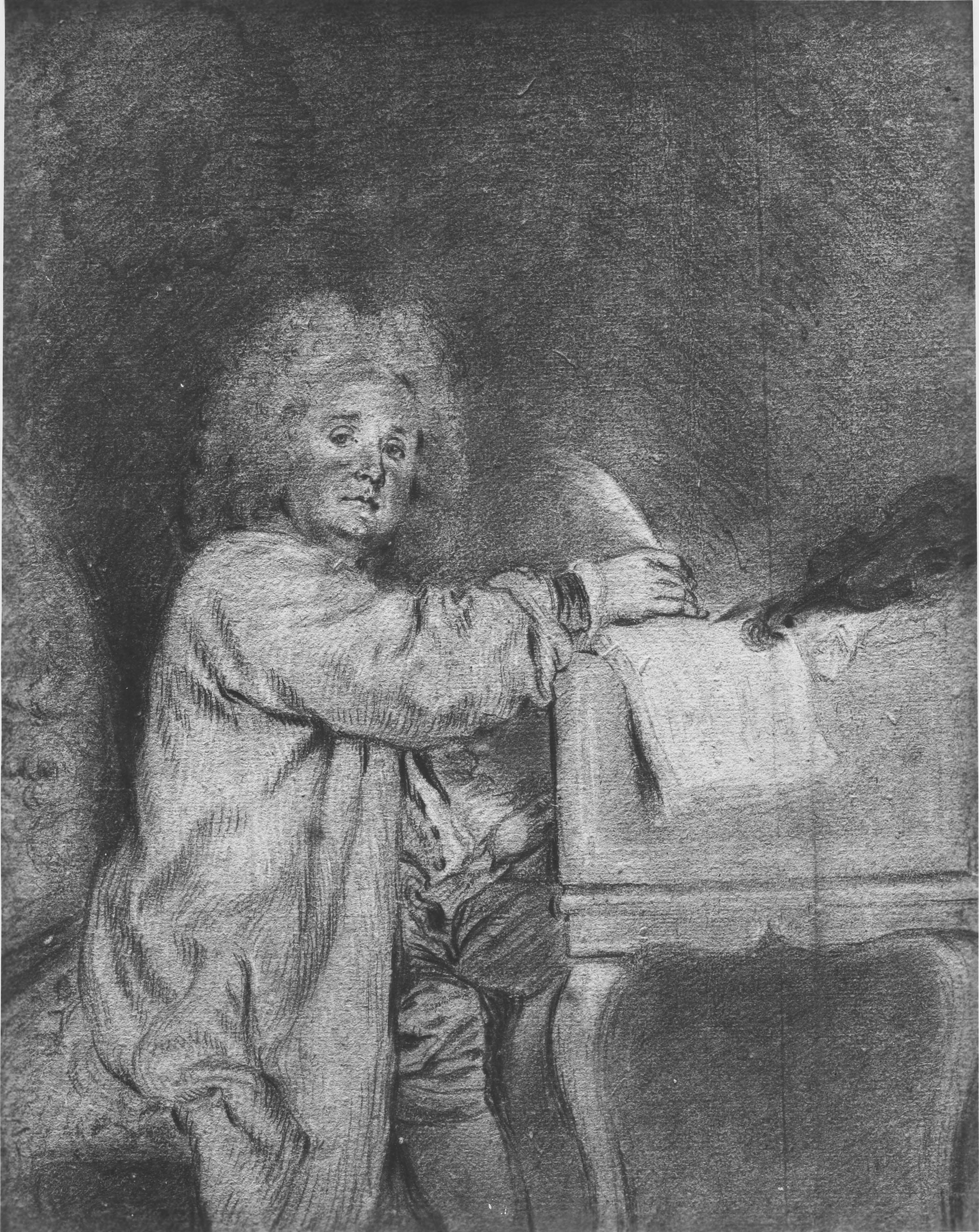
Jean-Féry Rebel (Zeichnung von Antoine Watteau)

Jean-Féry Rebel (* 18. April 1666 in Paris; † 2. Januar 1747 ebenda) war ein französischer Violinist und Komponist des Barock.

## Leben
Jean-Féry Rebel entstammte einer musikalischen Familie. Sein Vater Jean Rebel, ursprünglich ein gelernter Schuhmacher, war von 1661 bis 1672 Sänger in der „Chapelle-Royale“. Seine Schwester Anne-Renée Rebel (1663–1722), die 1684 den Komponisten Michel-Richard Delalande heiratete, war eine bekannte Sängerin am königlichen Hof. Außer von seinem Vater Jean wurde er von Jean-Baptiste Lully ausgebildet.
Im Jahr 1699 wurde Rebel in die Académie royale de musique aufgenommen. Im Folgejahr reiste er als Begleiter Philipps V. von Anjou zu dessen Krönung nach Spanien. Im August 1705 erhielt er eine Anstellung bei den Vingt-quatre Violons du Roi am französischen Hof. Er diente als Hofkomponist, ab 1705 als Maître de musique an der Académie royale und war zeitweilig Direktor beim Concert spirituel. Von seinem Schwager Delalande (1657–1726) erhielt er 1718 das Recht, diesem nach dessen Ableben im Amt des königlichen Kammerkomponisten zu folgen.
Neben einer Oper schuf er mehrere Werke für Violine in verschiedenen Besetzungen und andere Werke, wie Ballette und Chansons. Seine Violinsonaten – durch italienischen Geist beeinflusst – gehören zu den ersten in Frankreich geschaffenen Werken dieser Gattung. Seine Kompositionen enthalten unter anderem szenische Symphonien. Sein wohl bekanntestes, 1737 entstandenes Werk Les éléments enthält im ersten Satz eine anschauliche Vertonung des Chaos. Er schreibt dazu: „Die Einleitung zu dieser Sinfonie ist ganz naturgemäß: es ist ebendieses Chaos, die Verwirrung, die unter den Elementen herrscht, bevor sie, bestimmt von unabänderlichen Gesetzen, den Platz einnehmen, der ihnen nach der Ordnung der Natur vorgegeben ist.“ Die Komposition beginnt mit einem Cluster.
Sein Sohn François Rebel (1701–1775) war ebenfalls Violinist, Komponist und Mitglied der Vingt-quatre Violons du Roi. Ab 1749 war er Surintendant der königlichen Musik.

## Werke
- Recueils d’airs sérieux et à boire (1695–1708)
- Recueil de douze sonates à 2 ou 3 parties (komponiert 1695, gedruckt in Paris 1712)
  - daraus: Tombeau de Mr. de Lully (Sonata VII)
- Ulysse (1703, Tragédie tyrique, Libretto: Guichard)
- Caprice, ballet d’action (1711)
- Boutade (1712)
- 12 Sonates à violon seul mellées de plusieurs récits pour la viole (Paris 1713)
- Les caractères de la danse (1715)
- La Terpsichore (1720)
- Les plaisirs champêtres (1724)
- Fantaisie (1729)
- Les Éléments (1737)